# Hvis lyset tar oss

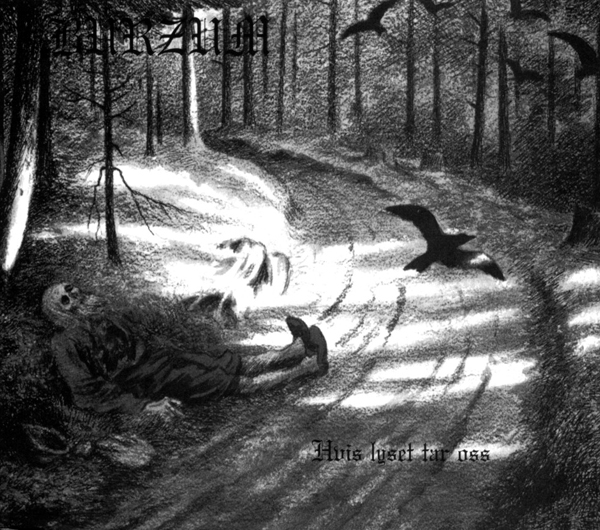
Obal reedice alba

Hvis lyset tar oss je třetí studiové album sólového blackmetalového projektu Burzum norského hudebníka Varga Vikernese. Bylo nahráno v září 1992 v bergenské Grieghallen a vyšlo až v dubnu 1994 pod Misanthropy Records a částečně i Vikernesovým vlastním vydavatelstvím Cymophane Productions.

## Historie
Varg Vikernes nahrál první čtyři studiová alba svého projektu Burzum mezi lednem 1992 a březnem 1993 v bergenské Grieghallen. Nahrávky vycházely postupně, vždy s několikaměsíční prodlevou mezi nahráváním a vydáním. Vikernes se mezitím stal součástí rané norské blackmetalové scény a poznal Euronymouse, kytaristu skupiny Mayhem. Údajně se spolu s ostatními hudebníky zúčastnil vypálení čtyř kostelů. V srpnu 1993 Vikernes Euronymouse před jeho bytem v Oslu ubodal; později tvrdil, že v sebeobraně. Za několik dní byl Vikernes zatčen a v květnu 1994 dostal za vraždu, žhářství a vlastnění trhavin v Norsku nejvyšší možný trest, 21 let odnětí svobody.

## Vydání
V době, kdy chtěl Vikernes album vydat, byl již ve vězení. Zavedené nahrávací společnosti o něj proto neměly zájem. Vikernes chtěl album vydat pod vlastním vydavatelstvím Cymophane Productions, ale řídit z vězení celosvětové vydání nebylo možné. Problém nakonec vyřešila britská fanynka Burzum, Tiziana Stupia, která založila vydavatelství Misanthropy Records. Společnost v následujících letech vydávala další Vikernesova alba a rovněž nahrávky interpretů jako In The Woods…, Katatonia či Mayhem.
Vikernes album věnoval dvěma významným norským hudebníkům – multiinstrumentalistovi Fenrizovi ze skupiny Darkthrone a kytaristovi Demonazovi ze skupiny Immortal, kteří podporovali Burzum a Cymophane Productions. Naopak Vikernes je autorem textů druhé poloviny alba Transilvanian Hunger od Darkthrone.

## Skladby
Všechny písně jsou ve stylu typickém pro Burzum – poměrně monotónní, bez změn tempa a s několika variacemi riffů. Závěrečná skladba „Tomhet“ je instrumentální a hraná pouze za použití syntezátoru. Nahrávání probíhalo záměrně za špatných podmínek a Vikernes nahrál všechny skladby na první pokus; drobné chyby jsou dle něj přirozenou součástí hudby. Jednalo se o jistý protest vůči tehdejší (zejména deathmetalové) scéně, jejímž cílem byl technicky co nejdokonalejší zvuk s nejčistší možnou produkcí.
Úvodní „Det som engang var“ začíná klávesovou melodií a „jemnějšími“ zvuky kytary, ve třetí minutě nastupuje ráznější riff, který spolu s předchozí melodií zůstává po většinu skladby. Depresivní atmosféru doplňuje následný Vikernesův zpěv.
„Hvis lyset tar oss“ a „Inn i slottet fra droemmen“ představují surovou a agresivní stránku Burzum, s rychlým tempem bicích, výrazně zkresleným zvukem kytary a charakteristickým ječivým zpěvem.
Výrazně odlišná od zbytku alba je závěrečná skladba „Tomhet“, která je instrumentální a byla vytvořena čistě za použití syntezátoru. Dle Vikernese je Hvis lyset tar oss konceptuálním albem:
| „ | […] o tom, co jednou bylo, než nás vzalo světlo a vydali jsme se do hradu ze sna. Do prázdnoty. Je to něco ve smyslu: vyvartujte se křesťanského světla, které vás odnese do zkaženosti a nicoty. Co ostatní nazývají světlem, nazývám já temnotou. Hledejte tuto temnotu a peklo a nenaleznete nic než vývoj. | “ |

Přebal alba je oříznutý obrázek Fattigmannen (v překladu Chudák) norského malíře Theodora Kittelsena. Další autorovy ilustrace se objevují v bookletu. Texty prvních tří skladeb jsou v něm uvedeny v norském originále a německém překladu, čtvrtá skladba je instrumentální.

## Seznam skladeb
Hudbu složil(i) Varg Vikernes (Count Grishnackh). 
| Pořadí         | Název                                          | Délka |
| -------------- | ---------------------------------------------- | ----- |
| 1.             | Det som en gang var („Co jednou bylo“)         | 14:21 |
| 2.             | Hvis lyset tar oss („Pokud nás světlo vezme“)  | 8:04  |
| 3.             | Inn i slottet fra droemmen („Do hradu ze snu“) | 7:51  |
| 4.             | Tomhet („Prázdnota“)                           | 14:11 |
| Celková délka: | Celková délka:                                 | 44:27 |

## Sestava
- Varg Vikernes (Count Grishnackh) – vokály, kytara, baskytara, bicí, syntezátory, klávesy, produkce
- Eirik Hundvin (Pytten) – produkce